# تروي بيرغيرون
تروي بيرغيرون (بالإنجليزية: Troy Bergeron)‏ هو لاعب كرة قدم أمريكية أمريكي، ولد في 3 ديسمبر 1983 في نيو أورلينز في الولايات المتحدة.